# Cosima Wagner

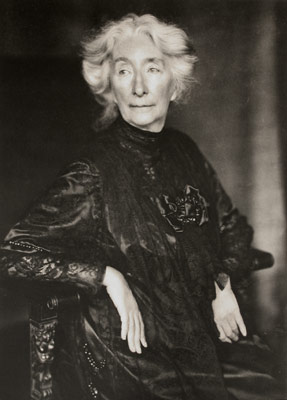
Còsima en una foto de l'any 1905

Còsima Francesca Gaetana Wagner, nascuda amb el nom de Còsima Liszt (Bellagio, 24 de desembre de 1837-Bayreuth 1 d'abril de 1930), era una compositora i escriptora alemanya, filla de Franz Liszt i de la comtessa i també escriptora, Marie d'Agoult, que escrivia sota el pseudònim de Daniel Stern.
Fou impulsora i promotora de l'obra de Richard Wagner, del qui va mantenir el culte durant mig segle al Festival de Bayreuth.

## Biografia
El 1857, es casa amb un dels alumnes del seu pare, el pianista i director d'orquestra Hans von Bülow, però el seu matrimoni no serà feliç. Tenen dues filles, Daniela i Blandine.
És el mateix von Bülow que la presenta a Richard Wagner, vint-i-quatre anys més gran que ella i també casat. La relació comença el 1862, i el 1866, ell s'instal·la a la vora del llac dels Quatre Cantons a Tribschen, en una vil·la posada a la seva disposició pel rei Lluís II de Baviera, amic i protector de Wagner. Còsima, que se separa de von Bülow el 1867, i va infantar de Richard tres nens abans que no es poguessin casar el 25 d'agost de 1870:
- Isolda von Bülow, nascuda el 1865;
- Eva von Bülow, nascuda el 1867;
- Siegfried Wagner, nascut el 1869.

Els seus noms són trets d'òperes de Wagner, respectivament Tristany i Isolda, Els mestres cantaires de Nuremberg i L'anell del Nibelung.
El matí del diumenge 25 de desembre de 1870, en ocasió del seu aniversari, Richard li ofereix una Tribschener Idyll mit Fidi-Vogelgesang und Orange-Sonnenaufgang (Idil·li de Tribschen amb cant d'ocell de Fidi i aixecar de sol taronja), executada per tretze instrumentistes de l'orquestra de la Zürcher Tonhalle sobre la gran escala de la vil·la. L'obra, més tard editada amb el nom de Siegfried-Idyll, és un himne a la felicitat conjugal que celebra el descans finalment trobat per la parella. Els nens Wagner la sobrenomenaran més prosaicament La música de l'escala (die Treppenmusik).
De 1869 a 1883, va començar un diari de la seva vida comuna.
Richard mor el 13 de febrer de 1883. Còsima manté l'existència del Festival de Bayreuth, del qual havien tingut lloc només dues sessions excepcionals el 1876 i 1882. Fou la mentora de la gran soprano wagneriana Anna Bahr-Mildenburg (1872-1947), la qual canta en el Festival fins a l'arribada de la Primera Guerra Mundial el 1914, i també donà lliçons i aconsellà l'estatunidenc Clarence Whitehill, el qual també fou un intèrpret eminent de Wagner. Ajudada pel seu fill Siegfried i en els aspectes financers per Adolf von Groß, el dirigeix fins a 1911 i en fa el lloc de la celebració de culte al seu difunt marit, en una orientació resoludament conservadora, refusant per exemple fins a la seva mort tot canvi en l'escenificació, les decoracions i els vestits originals de Parsifal.
Mor l'1 d'abril de 1930 a l'edat de noranta-dos anys. És enterrada al costat de Richard al jardí de la vil·la Wahnfried.